# Clermont (Florida)
Clermont város az USA Florida államában, Lake megyében. Lakosainak száma 43 021 fő (2020. április 1.).

## Népesség
A település népességének változása:

| 2010 | 28 742 |
| 2020 | 43 021 |